# 宮之浦岳
宮之浦岳（みやのうらだけ）は、鹿児島県の屋久島中央部の山である。
標高1,936 mで、屋久島の最高峰であり九州地方および南西諸島の最高峰でもある（九州本土の最高峰は大分県の九重連山・中岳で標高1,791m）。
山域は、ユネスコの世界遺産「屋久島」として登録されている。

## 概要
日本百名山、一等三角点百名山の一つでもあり、西日本では、四国の愛媛県・石鎚山 (1,982 m)、徳島県・剣山 (1,955 m) に次いで、第3の高峰である。山名の由来は、益救神社の建つ湊の集落が宮之浦と呼ばれるようになり、宮之浦集落の山岳信仰（岳参り）の山として登られたことから。

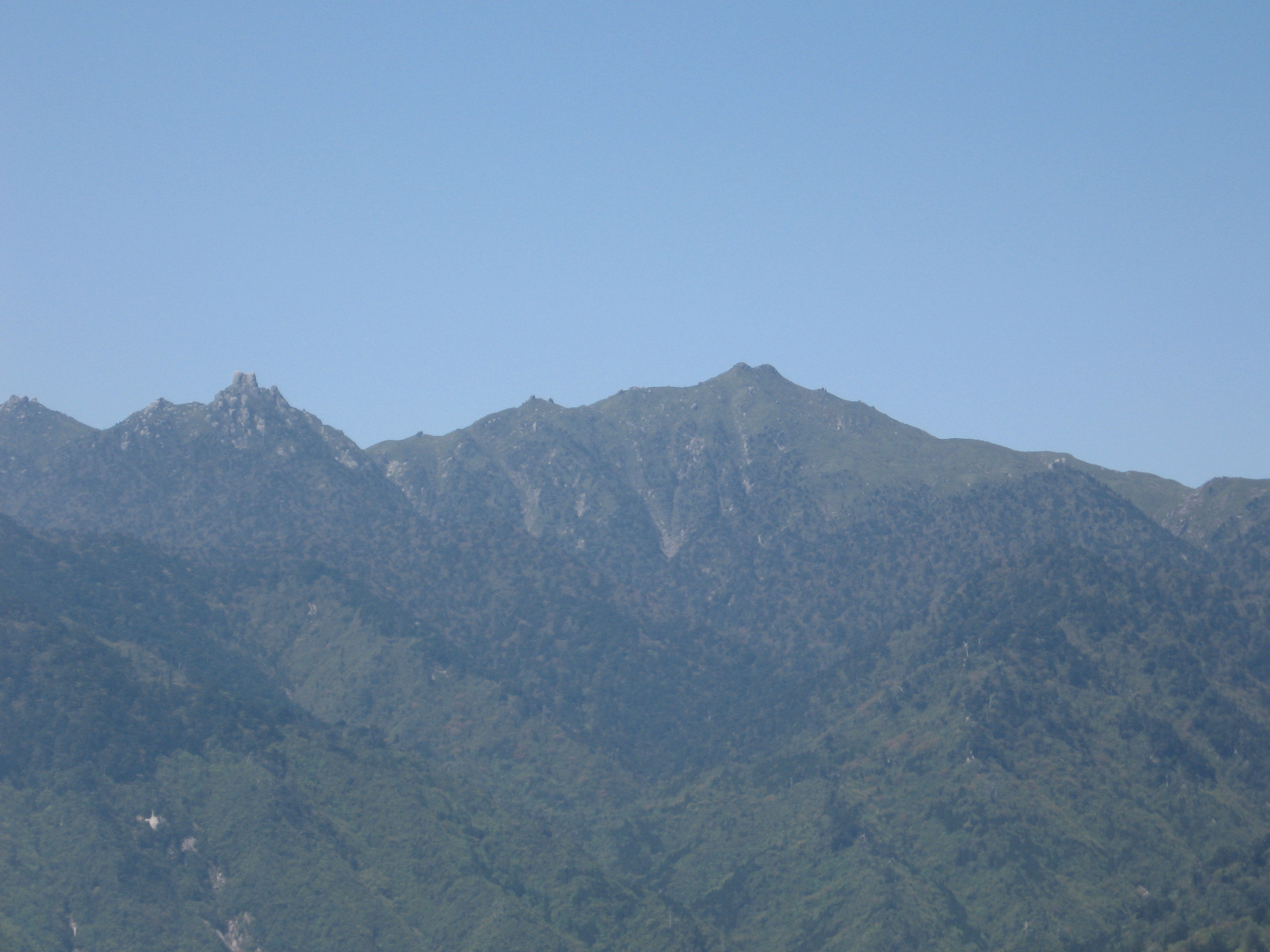
宮之浦岳遠景。太鼓岩より

熊毛郡屋久島町内にあり、永田岳 (1,886 m)、栗生岳（1,867 m）とで、屋久島三岳と呼ばれる（栗生岳ではなく黒味岳を屋久島三岳とする例も見られる）。1,000万年以上前に地殻変動によって隆起したといわれており、主に花崗岩で形成されている。
屋久島ではモッチョム岳・愛子岳など麓より見える山を「前岳」、麓より見えない山を「奥岳」と呼んでおり、宮之浦岳は奥岳の一峰で屋久島最高峰である。永田岳を除き、奥岳は海岸沿いの人里からはその姿を望むことができず、山の上か海上からしか見ることができない。

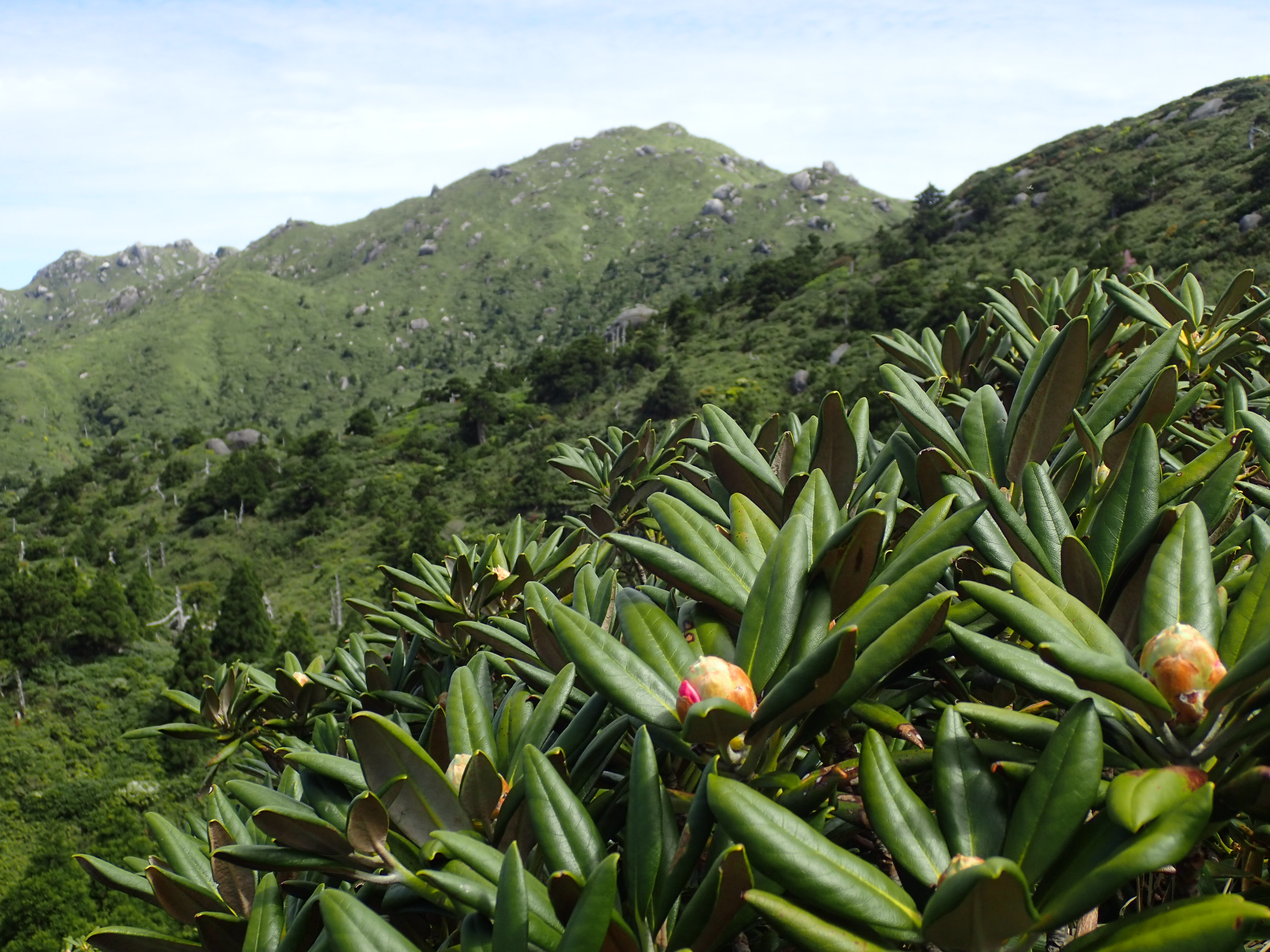
ヤクシマシャクナゲの蕾。5月下旬。宮之浦岳登山道沿い。

地質は花崗岩からなり、山上では侵食された奇岩が多く見られる。植生は、標高約1600m以上の山頂部はヤクシマダケ（ヤクザサ）にヤクシマシャクナゲ・アセビ・ミヤマビャクシンなどが点在する風衝草原で、その下に屋久杉・ヒメシャラなどの樹林帯が広がる。
長年、宮之浦岳の標高は「1,935 m」とされ、屋久島島内では「いつも(1)曇って(9)見えんで(3)ござる(5)」と覚えられてきたが、2001年に国土地理院が標高を測量した結果、それまで最高地点としていた三角点より、南東へ約5.3ｍ離れた岩盤の上が最高地点である事が判明した。これに伴い、同年12月から宮之浦岳の標高は「1,936 m」に改められる事となった。

## 登山

### 主な登山ルート
屋久島では登山道を歩道と呼ぶ。よく歩かれているのが、縄文杉ルートと淀川ルートである。淀川ルートは健脚者なら日帰りも無理ではないが、その他のコースは山中の山小屋に泊まることになる。
- 縄文杉ルート（大株歩道）：荒川登山口 - 小杉谷 - 楠川分岐 - ウィルソン株 - 縄文杉 - 新高塚小屋 - 平石 - 焼野 - 宮之浦岳
- 淀川ルート：紀元杉 - 淀川登山口 - 淀川小屋 - 花之江河 - 投石平 - 栗生岳 - 宮之浦岳
- 楠川歩道：楠川 - 白谷雲水峡 - 辻峠 - 楠川分岐 - … - 縄文杉 - … - 宮之浦岳
- 安房歩道：ヤクスギランド - 石塚小屋 - 花之江河 - … - 宮之浦岳
- 永田歩道：永田 - 水呑沢 - 岳之辻 - 桃平 - 七ツ渡し - 鹿之沢小屋 - 永田岳 - 焼野 - 宮之浦岳

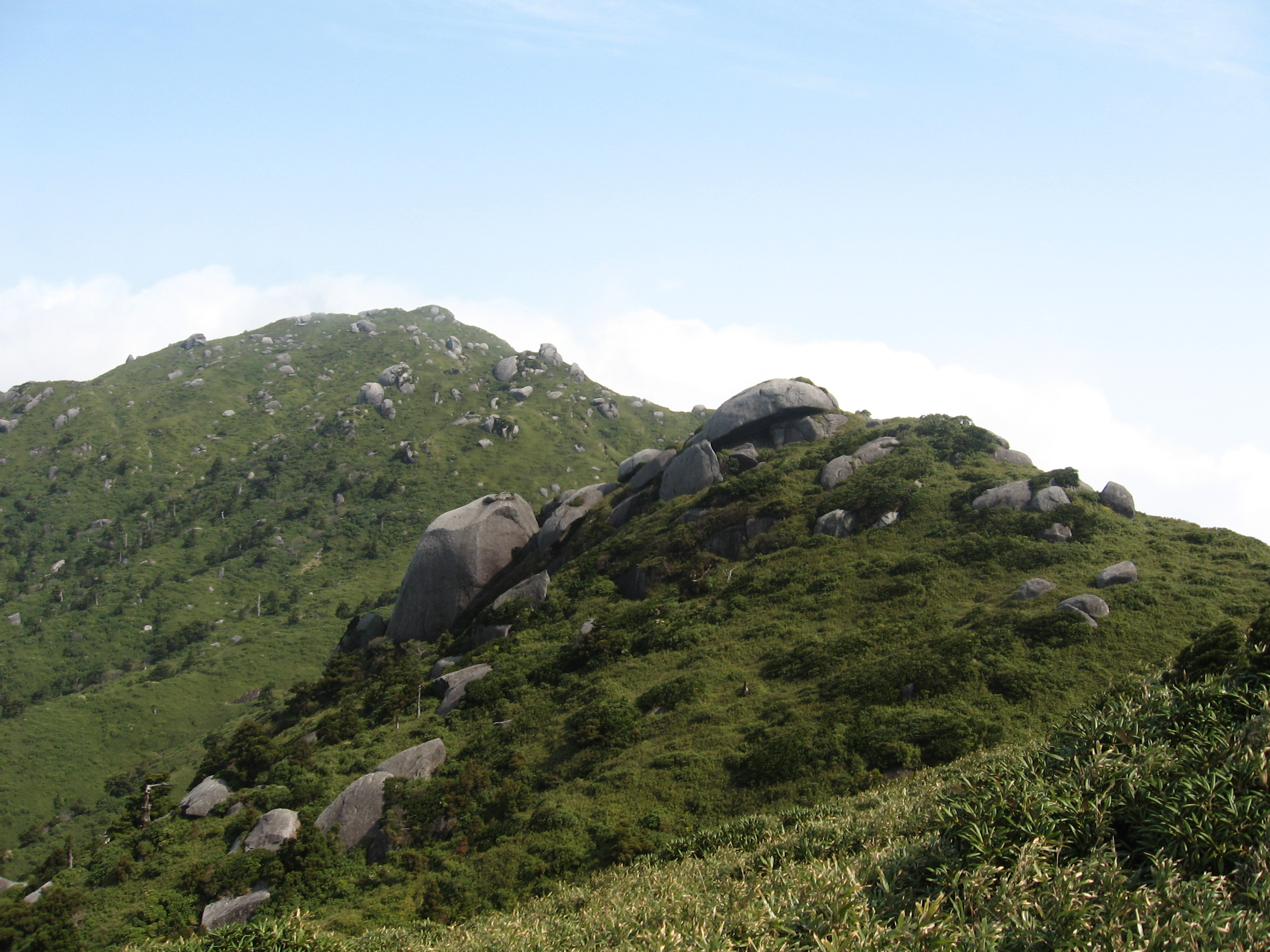
宮之浦岳の山頂（左）と栗生岳（宮之浦岳右側の小ピーク）

1970年頃までは、楠川別れから安房川南沢右岸をたどり、石塚集落（廃村）・10km峠を経て花之江河に達する旧安房歩道（石塚歩道）が一般的な登山道だった。深田久弥も、1939年に小杉谷斫伐所（楠川分岐付近）から花之江河を経て宮之浦岳に登ったと『日本百名山』に著している。
現在も国土地理院の地形図にはこの登山道が記されているが、淀川登山口へ至る安房林道の発達、小杉谷事業所の廃止、大株歩道の人気の上昇などにより旧安房歩道は荒廃の一途をたどり、現在では廃道となっている。現在の安房歩道はヤクスギランドから石塚小屋を経て花之江河へ至っている
。

### 周辺の山小屋

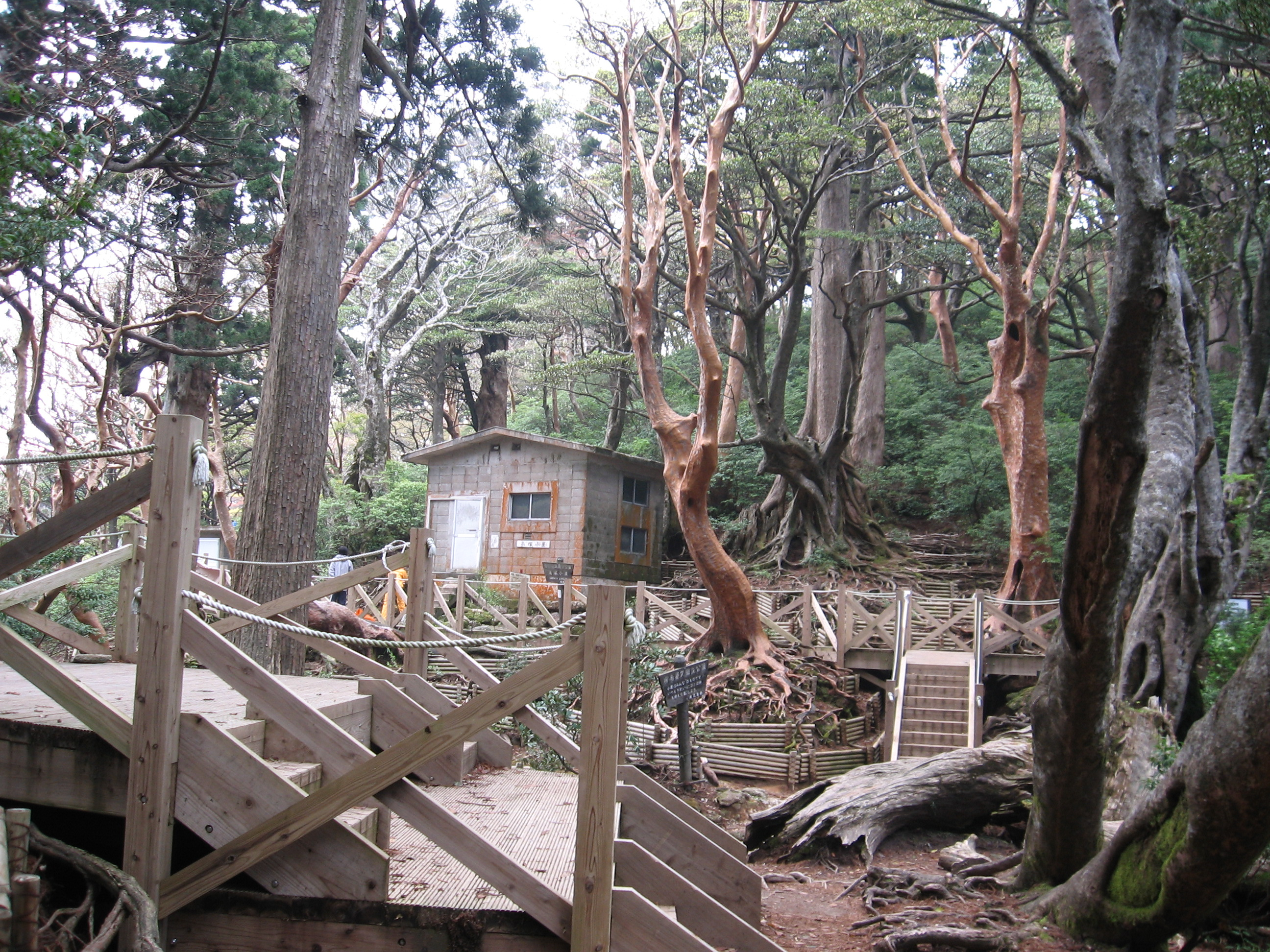
縄文杉の近くにある高塚小屋。建替え前。ヤクスギとヒメシャラの森に囲まれている。

いずれも無人の避難小屋である。
- 淀川小屋
- 新高塚小屋
- 高塚小屋
- 石塚小屋
- 鹿之沢小屋
- 白谷山荘

## 屋久島宮之浦岳流水
屋久島の山間部の年間降水量は、1万ミリメートルを超えると推測されている。実際に屋久島の山岳の東側中腹のヤクスギランド(1000m)や淀川登山口(1380m)では年間10000㎜以上の雨量がしばしば観測されている。その一方で黒味岳山頂付近(1800m)では年間5000-6000mm程度となっている。宮之浦岳を含む屋久島を流れる河川は1985年（昭和60年）屋久島宮之浦岳流水として名水百選に選定されている。
- 宮之浦川 - 白谷川
- 安房川
- 鯛の川
- 栗生川
- 永田川（屋久島町）

## 周辺の状況
宮之浦岳周辺の奥岳。
- 永田岳 (1,886 m)
- 栗生岳 (1,867 m)
- 翁岳 (1,860 m)
- 安房岳 (1,847 m)
- 投石岳 (1,830 m)
- 黒味岳 (1,831 m)

### ギャラリー

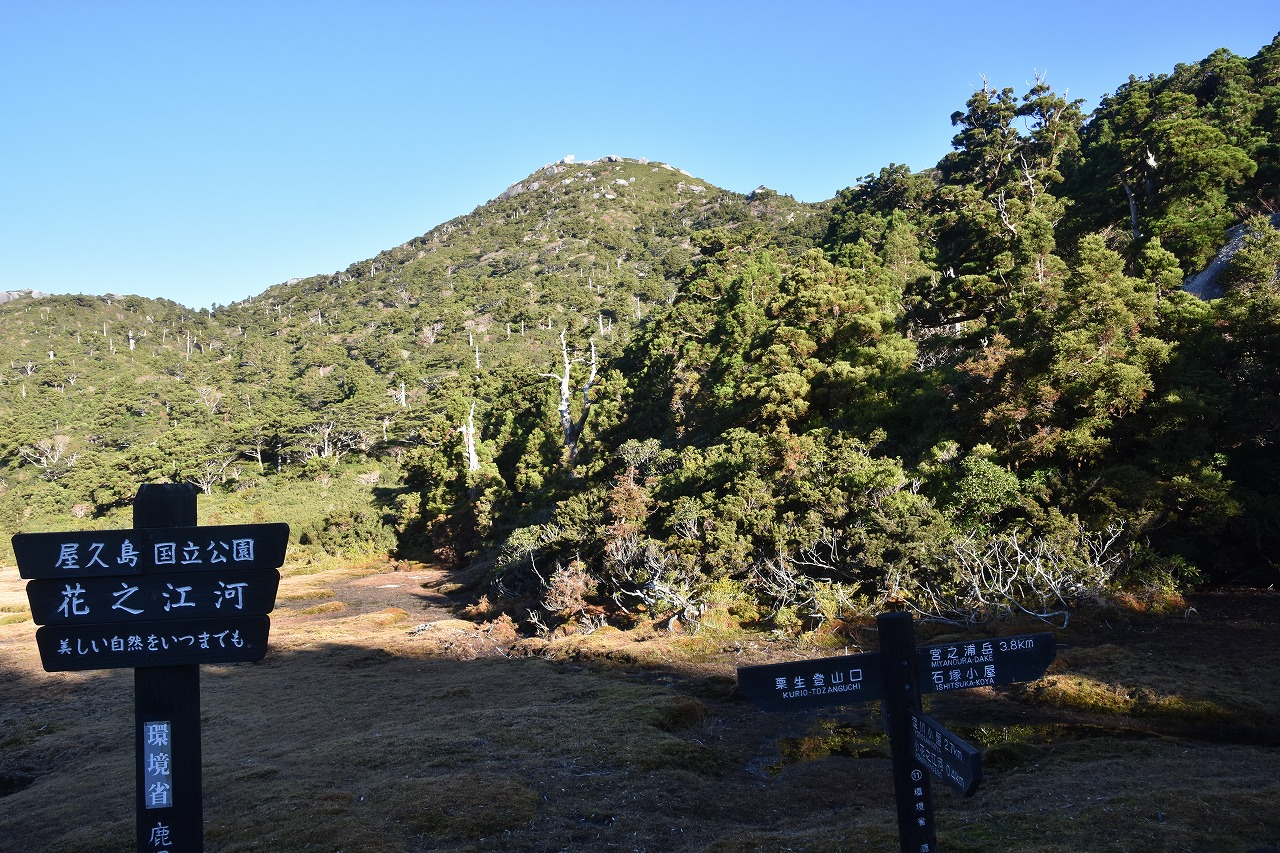
標高1,640m、日本最南端の高層湿原「花之江河湿原」。
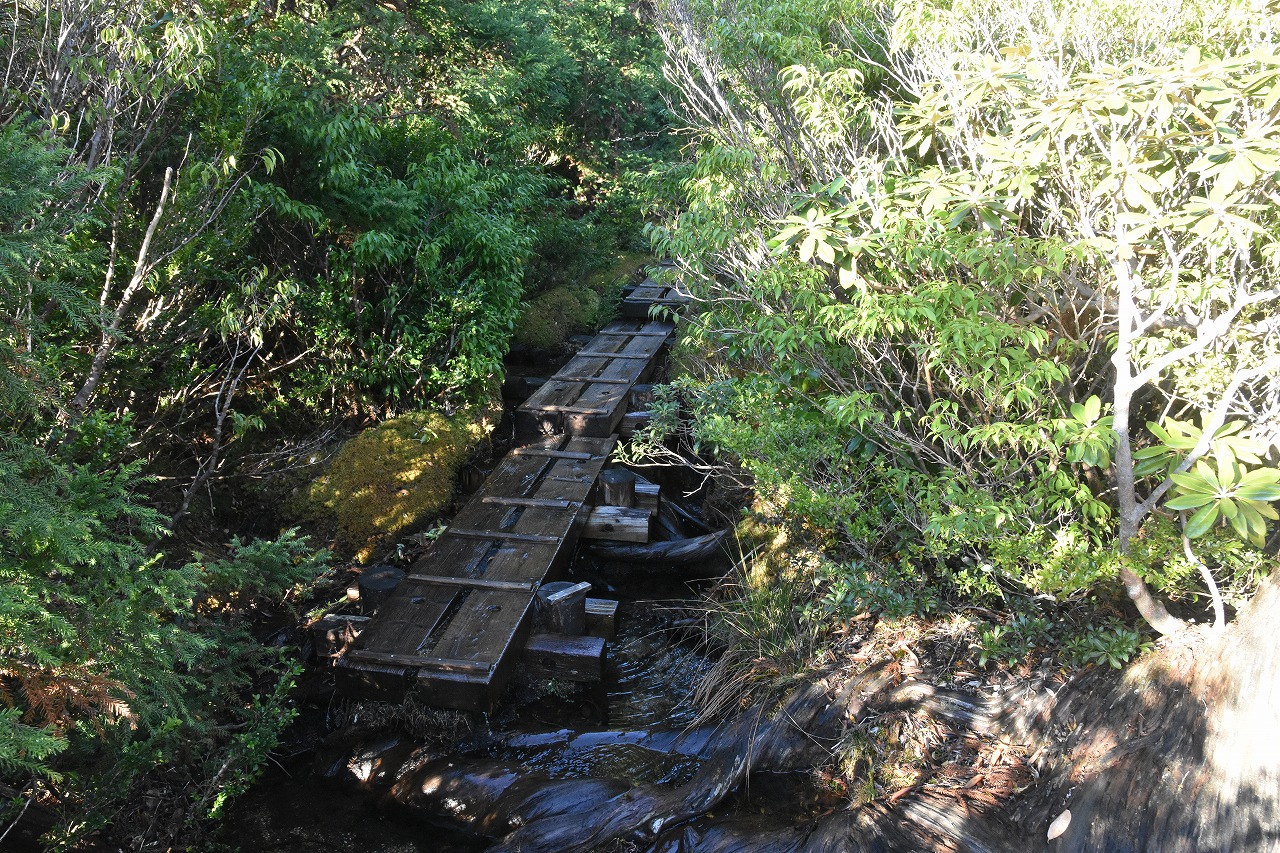
木道は、濡れている個所も多く、スリップに注意が必要。
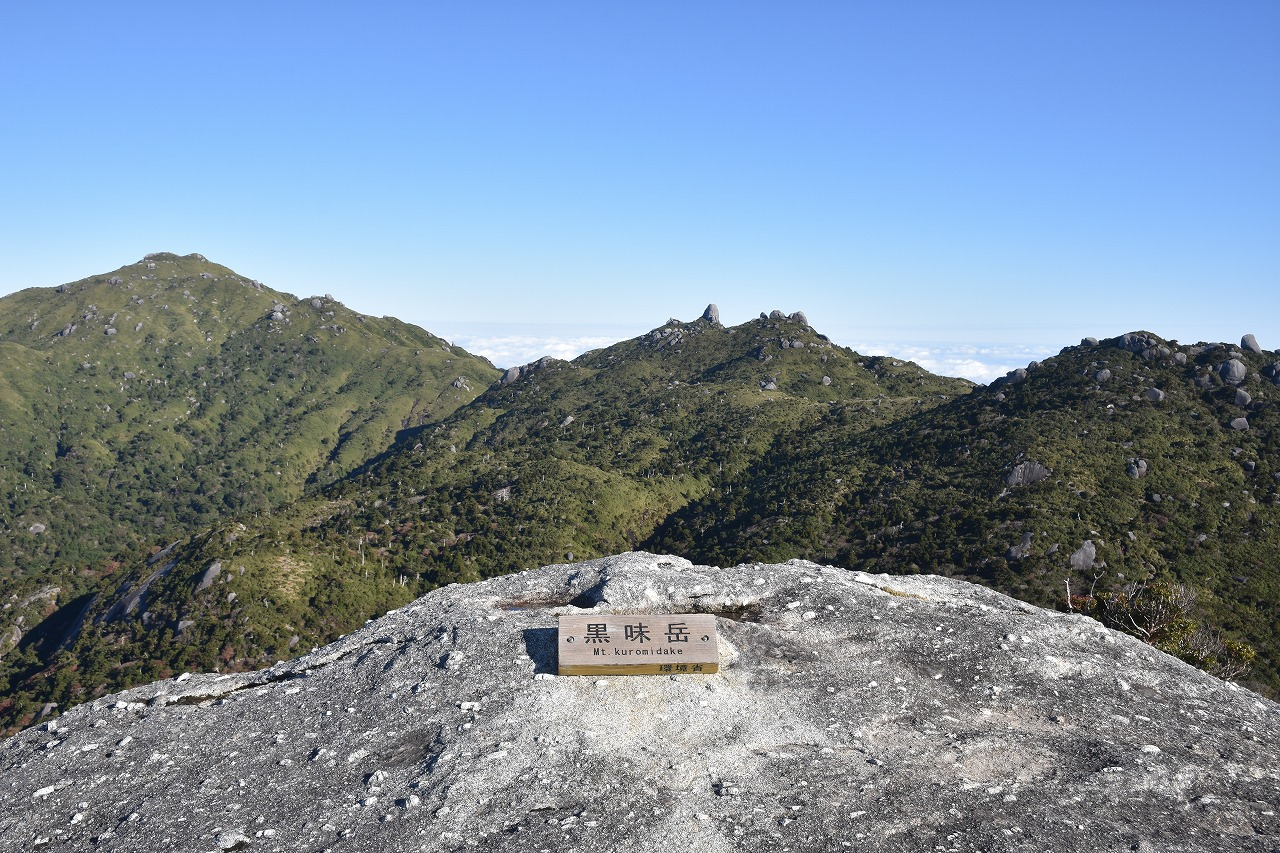
黒味岳山頂
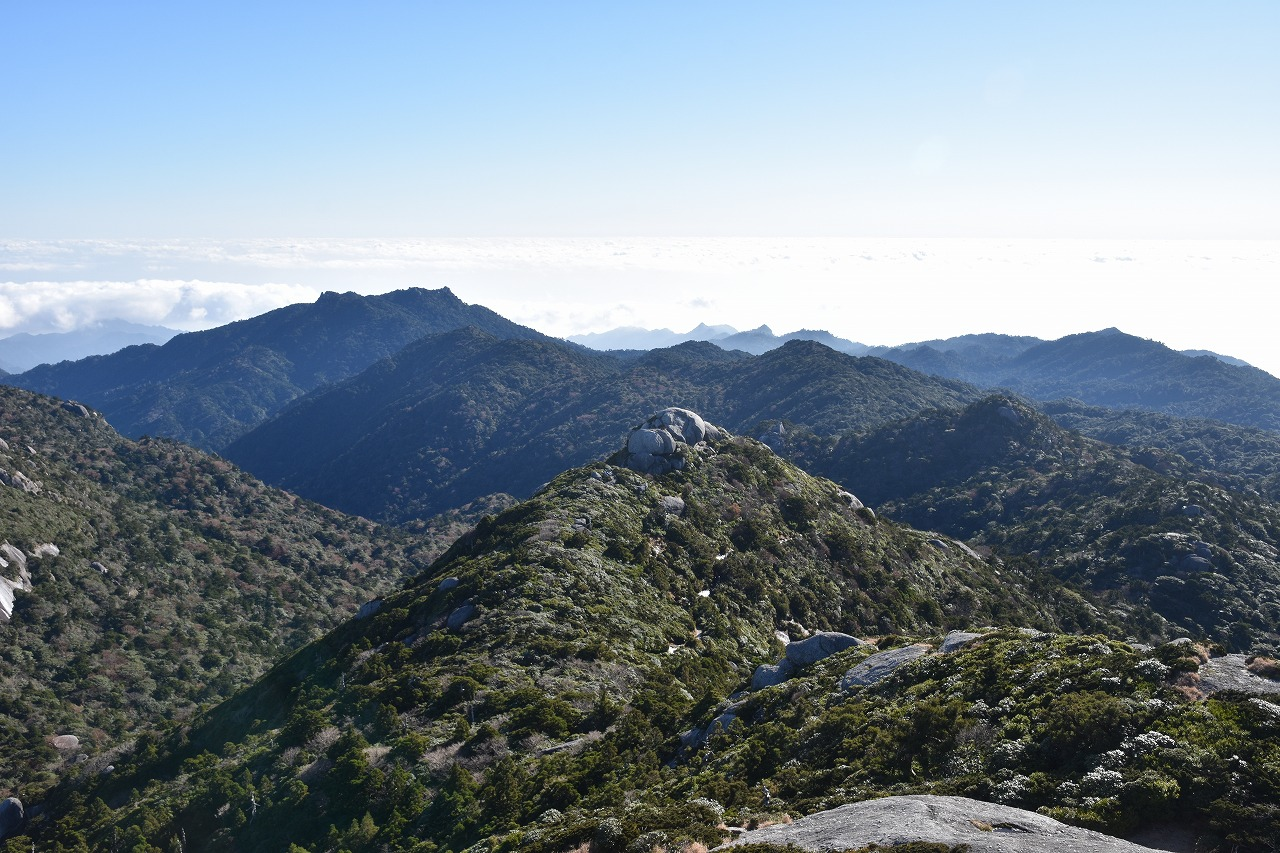
黒味岳山頂からの眺望
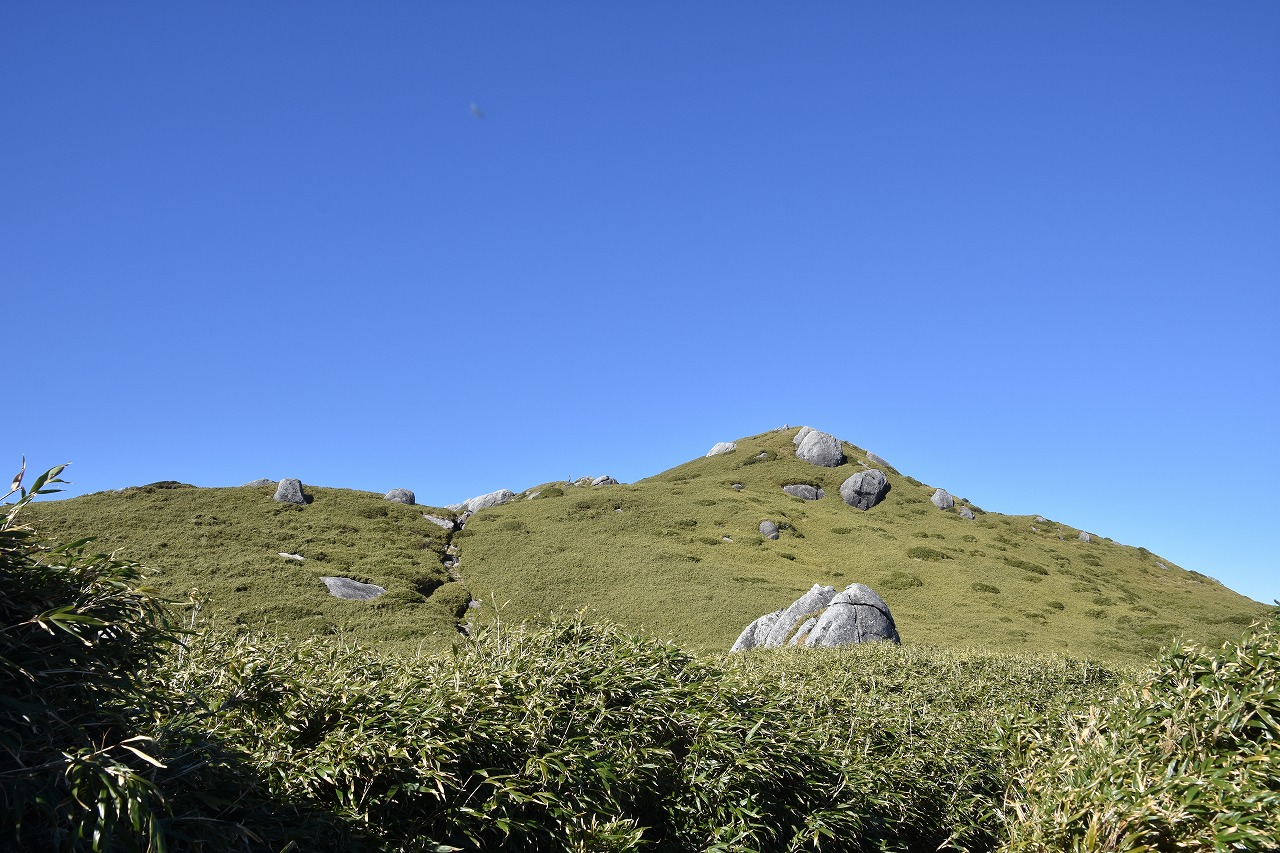
宮之浦岳山頂への登山道
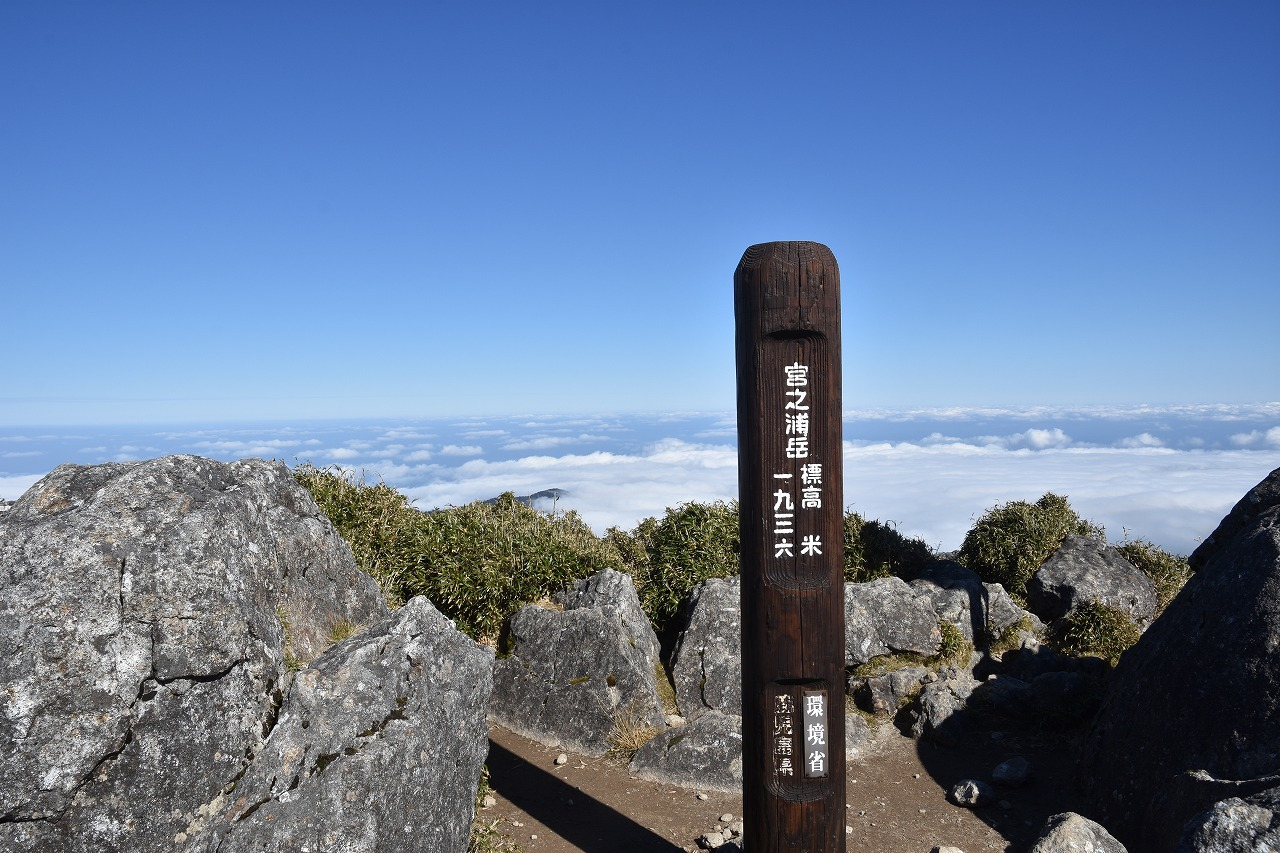
宮之浦岳の山頂標識
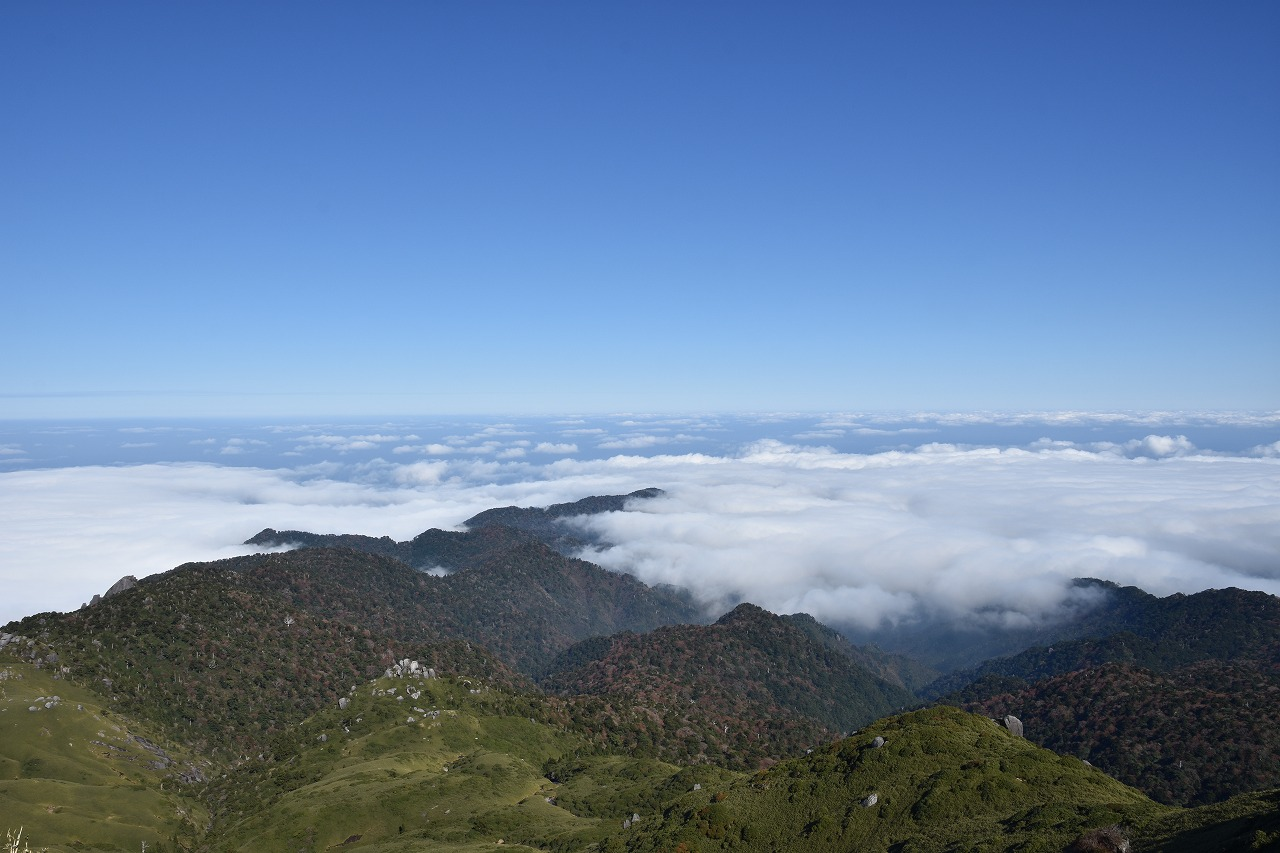
宮之浦岳山頂からの眺望
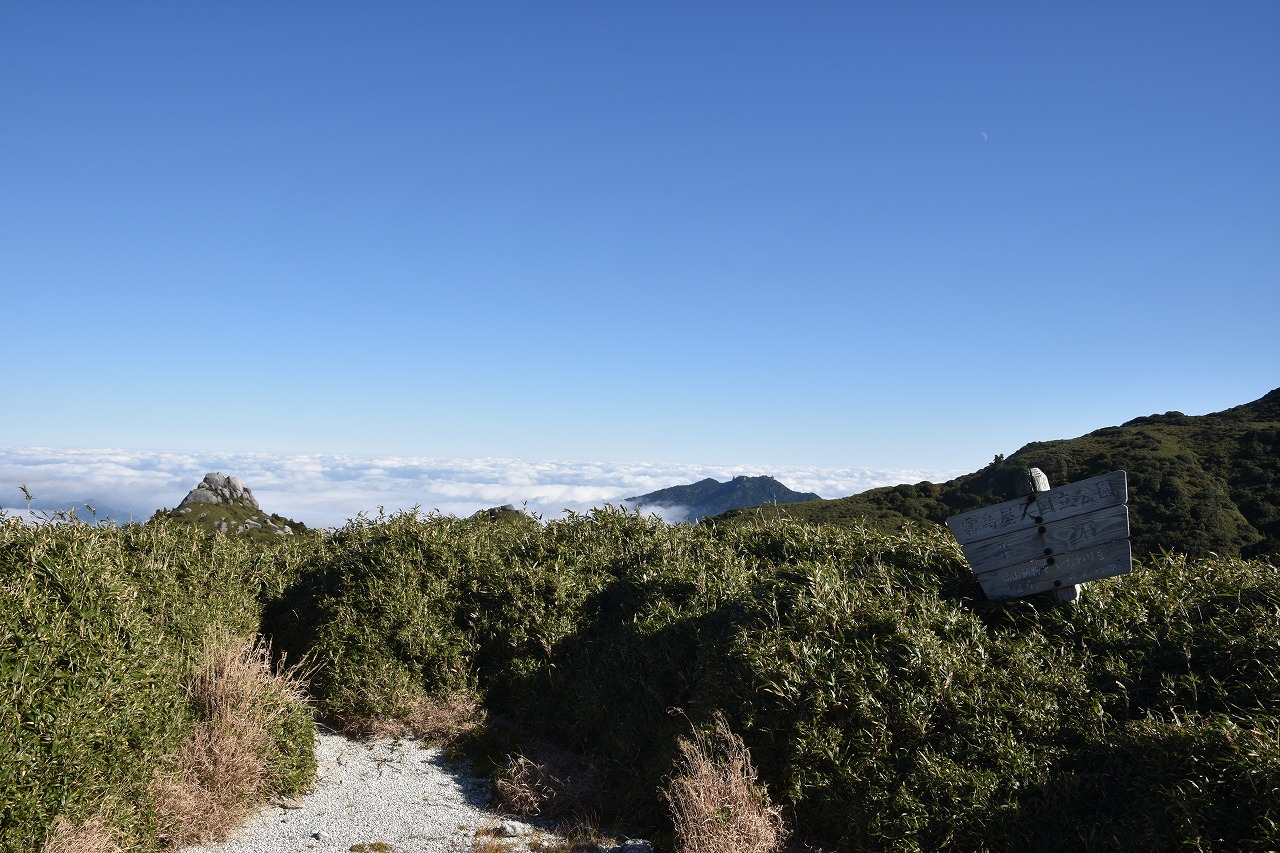
平石。
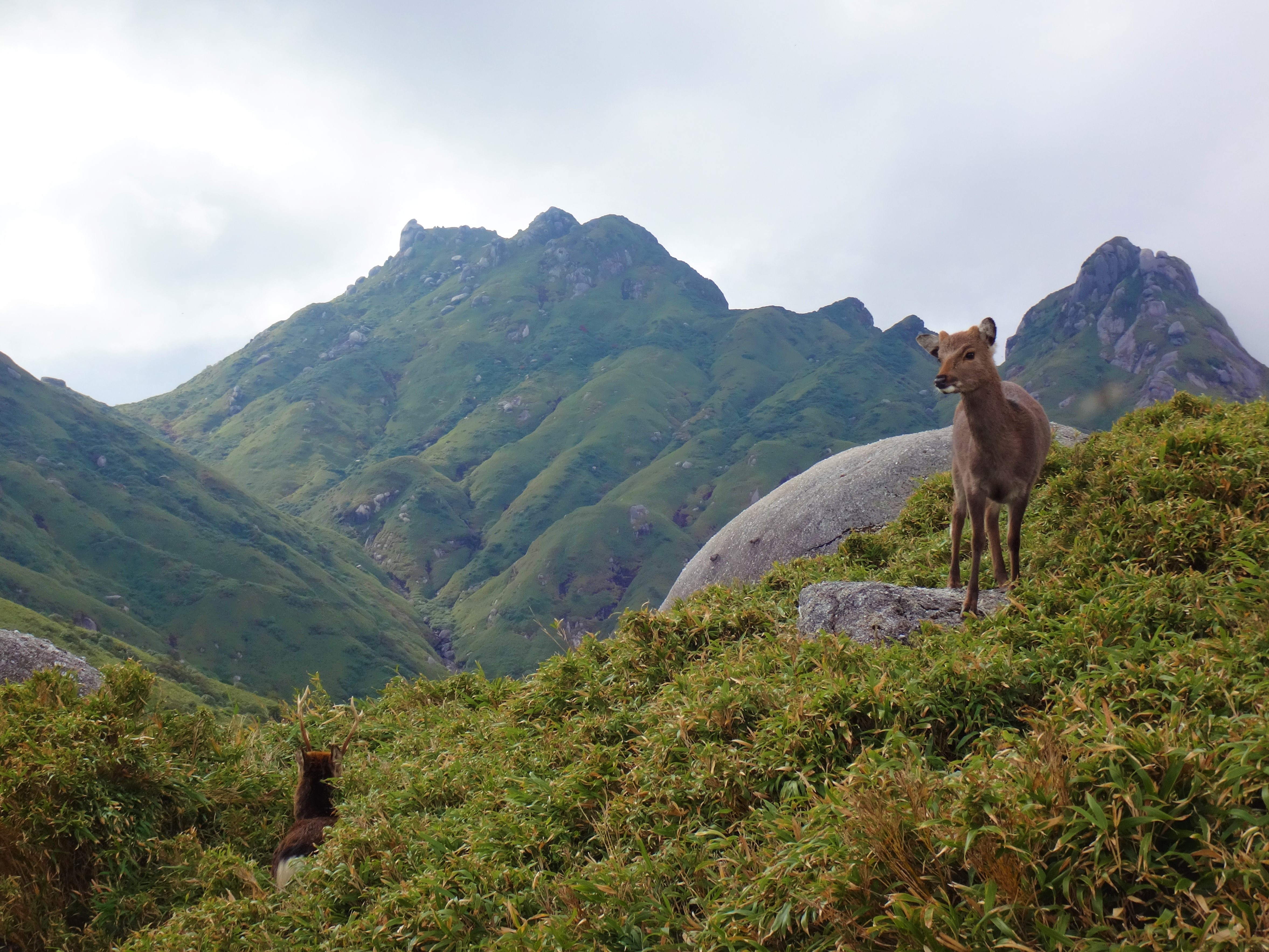
平石岩屋付近のヤクシカ。背景は永田岳。